# 日本旅行

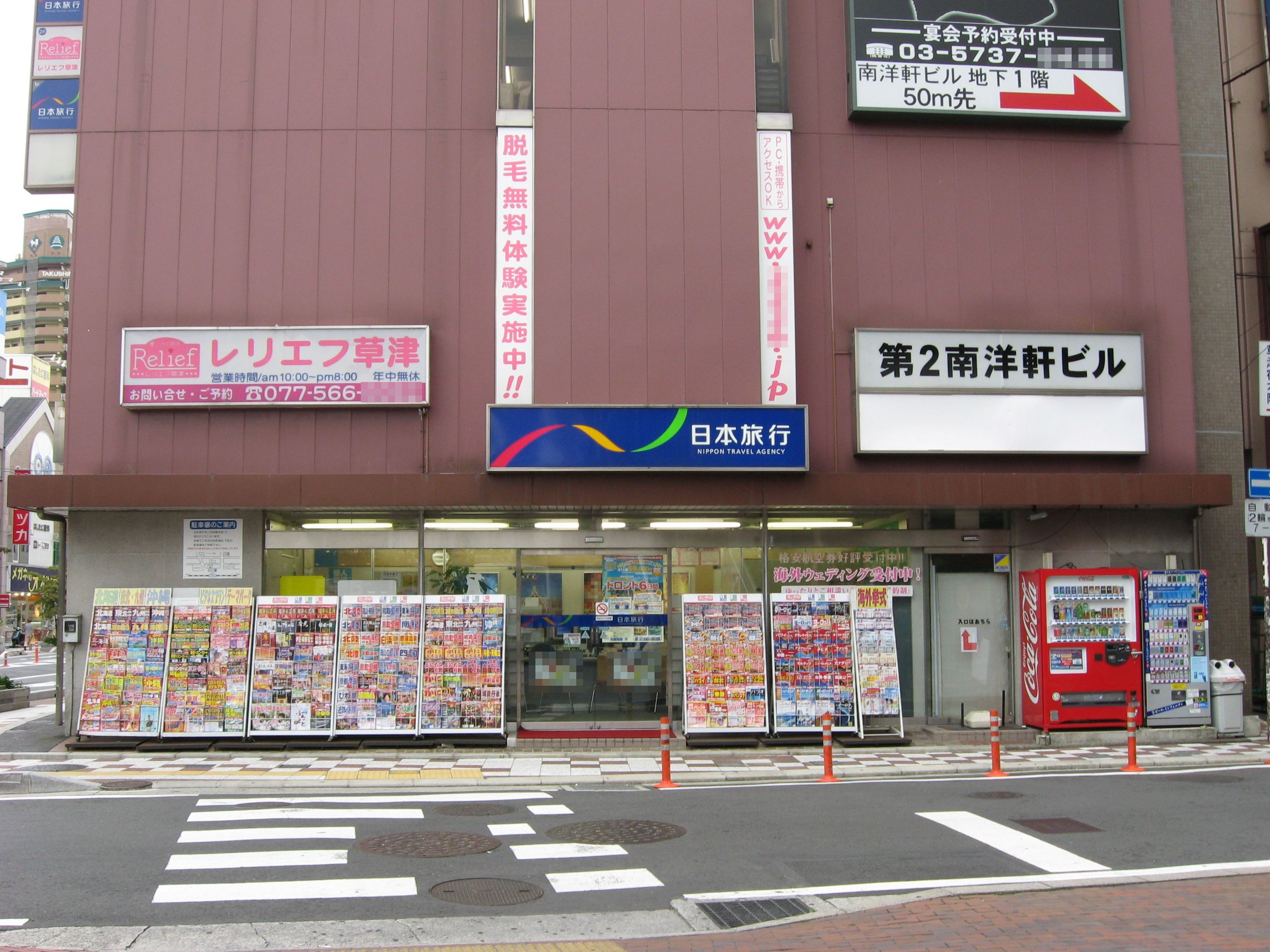
創業地である日本旅行草津支店。南洋軒の所有しているビルに入居している

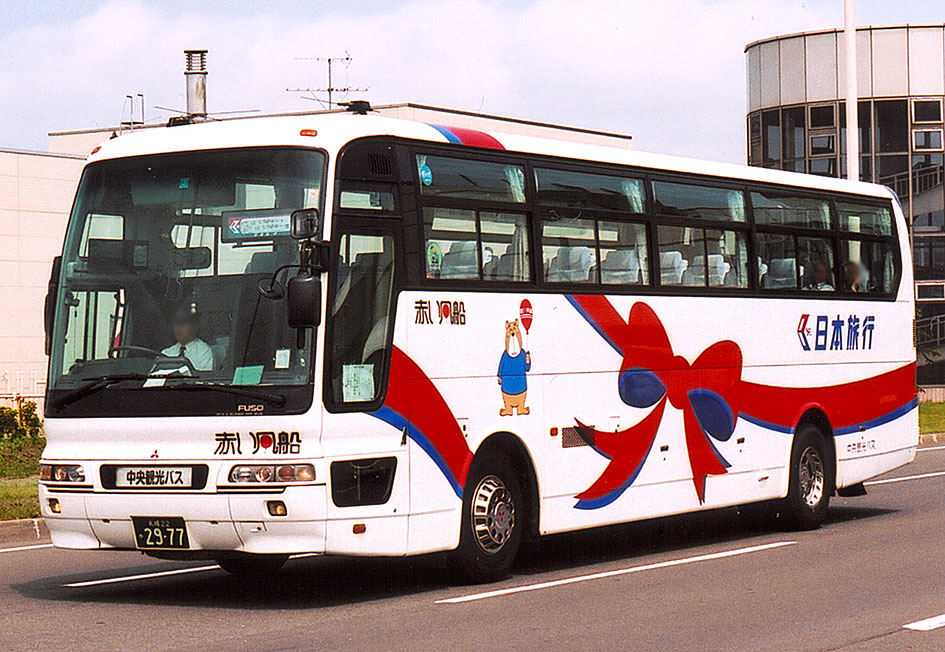
「赤い風船」専用貸切バス（旧中央観光バス(株)）

株式会社日本旅行（にほんりょこう、英: Nippon Travel Agency Co.,Ltd.）は、日本最初の旅行会社で、西日本旅客鉄道（JR西日本）の連結子会社。通称（略称）は「日旅（にちりょ）」、NTA。

## 概要
国内旅行に強みを持ち、「赤い風船」というブランド名でパック旅行を提供するほか、JR路線を活用したWENS赤い風船（ウエンズあかいふうせん）がある。また、海外旅行商品として高級志向のMACH（マッハ）、リーズナブルなBEST（ベスト）がある。
旅行業登録番号は観光庁長官登録旅行業第2号、現存する旅行業では最若番である。
発祥が滋賀県であり、また主要株主がJR西日本であることなどから、阪急交通社のように大阪を拠点とする旅行会社と見られることも多い。しかし、1967年12月に本社を大阪から東京へ移しているため、長年にわたり東京に本社を置く旅行会社の一つである。
東海道本線草津駅で駅弁を販売していた南新助が伊勢神宮参拝の団体旅行を主催（今でいう企画旅行）したことが発祥である。
日本国有鉄道（国鉄）が指定席予約システムのMARS（マルス）を導入した際に、当時弱小だった日本旅行が他の旅行会社に先駆けて積極的にMARSを導入・活用した。

## 沿革
- 1905年（明治38年）11月 - 滋賀県栗太郡草津町（現草津市）で、南新助が日本旅行会として創業。
- 1941年（昭和16年）8月 - 世情悪化に伴い廃業。
- 1949年（昭和24年）1月 - 株式会社日本旅行会として大阪府で再設立。
- 1967年（昭和42年）12月 - 本社を大阪から東京に移転。
- 1968年（昭和43年） - 株式会社日本旅行に改称。
- 1970年（昭和45年）6月1日 - 国鉄の指定席予約システム「MARS（マルス）」を導入[3]。
- 1972年（昭和47年）春 - 「赤い風船」のブランド名を使用開始[4]。
- 1994年（平成6年）4月 - 日本旅行北海道設立に伴い、北海道内の支店を同社に移行。
- 2001年（平成13年）
  - 1月 - 近畿日本ツーリストと 2003年（平成15年）の合併に合意、翌年撤回。
  - 10月 - 西日本旅客鉄道株式会社から旅行業部門（TiS）を譲受。TiSの旅行ブランドであったWENSも引き継いだ。
- 2002年（平成14年）12月 - JR西日本に対して第三者割当増資を実施し、同社の連結子会社となる。
- 2004年（平成16年）9月 - オーエムシーカード（現:セディナ）との合弁会社「日本旅行オーエムシートラベル」を設立、オーエムシーカードの旅行業事業を移管。
- 2006年（平成18年）11月 - 松下電器産業（現:パナソニック）向け旅行会社「MIDツーリスト」が株式譲渡により日本旅行の完全子会社となり、社名を「エムハートツーリスト」とする。
- 2010年（平成22年）4月1日 - 東北地方に所在する支店すべてを、全額出資子会社の株式会社日本旅行東北へ事業譲渡[5]。
- 2013年（平成25年） - 株式会社読売旅行と受託契約を再締結し連携強化を図る。
- 2015年（平成27年）1月 - 本社を新橋駅前ビル（港区）から日本橋ダイヤビルディング（中央区）へ移転。
- 2018年（平成30年）
  - 2月28日 - 京急観光より、外販事業部と店舗を譲受[6]
    - 3月 - 日旅サービス50年を機に日本旅行サービスに改称。
- 2020年（令和2年）4月 - 日本旅行サービスと日本旅行OMCトラベルが経営統合し、「日本旅行リテイリング」になる。
- 2021年（令和3年） - 新型コロナウイルスの影響により、支店100店舗の大量閉店や統合を発表。従業員も3割減らすが、女性制服の廃止は未実施。[要出典]
- 2023年（令和5年）11月17日　- 日本旅行リテイリングは日本旅行に吸収合併の上、解散・法人格消滅。 [7]

## グループ企業

### 旅行業
- 日本旅行サービス - 観光庁長官登録旅行業第2060号
  - 旧社名 日旅サービス（東京都知事登録旅行業第2-2495号）。2018年3月に改称。
- 日本旅行北海道 - 観光庁長官登録旅行業第1674号
- 日本旅行東北 - 観光庁長官登録旅行業第1890号
- 日本旅行沖縄 - 沖縄県知事登録旅行業第2-56号
- 日本旅行リテイリング - 東京都知事登録旅行業2-5483号
  - 旧社名 日本旅行オーエムシートラベル （主にダイエー系列のテナントに出店） - 東京都知事登録旅行業第2-5483号
  - 2023年11月17日　- 解散・法人格消滅。 [8]
- 日本旅行・グローバルビジネストラベル - 東京都知事登録旅行業第3-8166号
- エルオルト（旭化成グループ向け） - 観光庁長官登録旅行業第1036号
- エムハートツーリスト（パナソニックグループ向け） - 観光庁長官登録旅行業第558号
- フレックスインターナショナルツアーズ - 観光庁長官登録旅行業第748号

### 派遣会社（インハウス）
- ジャッツ（関東・東北） - 東京都知事登録旅行業第3-3665号も取得、現在はヒト・コミュニケーションズ系列
- ジャッツ関西
- 日旅中部エンタプライズ
- 日旅九州エンタプライズ

### その他
- 日旅開発（ホテルノルド小樽）
- プランドゥ・ジャパン
- 日旅物流
- 日旅ビジネスクリエイト
- 日旅ビジネス・サポート
- 日旅産業

## 店舗
- 日本旅行（ - 支店）・日本旅行サービス（ - 営業所）・日本旅行オーエムシートラベル（ - 店）の出店店舗の詳細は公式サイト「日本旅行・日旅サービス・日本旅行オーエムシートラベル共通店舗一覧」「日本旅行OMCトラベル店舗一覧」を参照。
  - ニッケコルトンプラザは日旅サービスと日本旅行オーエムシートラベルの双方が出店していたが、2021年5月に統合された。かつてはショッパーズプラザ横須賀も同様の形態であったが、2009年12月に日旅サービスは撤退し、2019年3月にOMCも撤退している。
  - 茨城県、栃木県、群馬県、長崎県、大分県、熊本県、宮崎県、鹿児島県からは撤退している。
- エムハートツーリストの出店店舗の詳細は公式サイト「営業所案内」を参照。

### 閉店店舗
2000年代以降の主要な閉店店舗を記載。
- 越谷イトーヨーカドー営業所 - イオンレイクタウン kazeエリアのジャスベル跡地に移転。
- 2008年
  - 2月10日 - 舞鶴支店
  - 2月28日 - 豊橋支店（翌日、岡崎支店に統合し愛知東支店になる）
  - 12月31日 - 姫路支店トラベルカウンター（Tis姫路と統合）
- 2009年
  - 1月12日 - 臼井イトーヨーカドー営業所
  - 4月20日 - 佐世保営業所
  - 8月20日 - 坂出サティ営業所
  - 9月30日 - 伊丹支店、大崎営業所
  - 12月25日 - 柳井営業所
  - 12月29日 - 名古屋伏見支店、佐野キンカ堂営業所（2017年1月6日・イオンモール佐野新都市店として再開店）、ショッパーズプラザ横須賀営業所
- 2010年
  - 12月末 - 池袋支店（新宿支店（空中店舗）に統合。）
- 2011年
  - 3月31日 - 堺支店（堺東駅前）
  - 6月30日 - 渋谷支店[9]、東京西支店[10] - いずれも新宿支店に統合。
  - 8月 - ダイエー向ヶ丘店[11]、ダイエー南越谷店[12]、イオンレイクタウン営業所（現在はエイチ・アイ・エス）[13]、イトーヨーカドー綱島営業所、港北みなも店[14]、ビッグホップガーデンモール印西店[15]
  - 11月 - ダイエー城野店[16]、ダイエー福重店[17]、ダイエー春日店[18]、リソラ大府店[19]、トラベルハウスイトーヨーカドー国領営業所[20]、ダイエーショッパーズ福岡店[21]、ダイエー岩見沢店[22]
- 2012年
  - 1月10日 - イオンモール羽生営業所[23]
  - 1月15日 - 船橋ららぽーと営業所[24]
  - 2月13日 - 栄地下街営業所[25]
  - 3月31日 - Tis尼崎支店（尼崎駅構内・日旅サービスCOCOEあまがさき営業所が代替）・Tis奈良支店（奈良駅構内・下三条町に移転し、奈良支店に改称）
- 2015年
  - 6月30日 - 上飯田店
  - 12月29日 - 三原支店[26]
- 2016年
  - 5月6日 - ダイエー船堀店
- 2017年
  - 1月15日 - 札幌麻生店
  - 4月28日 - イオンスタイル碑文谷店[注 2]（学芸大学駅東口店に移転）
  - 5月31日 - 甲子園店
  - 11月30日 - 上野支店（新宿支店に統合の上、パルコヤ上野営業所開設[27]）
- 2018年
  - 3月31日 - 五反田営業所・相模原営業所・横浜西口営業所（京急横浜支店に統合）
  - 5月1日 - 湘南藤沢店 - 湘南台店に移転
  - 5月31日 - 新発田ピオ21
  - 7月23日 - 東京・京橋中央通り支店（7月30日京橋営業所にリニューアル）
- 2019年
  - 3月 - ダイエー東大島店、ダイエー市川店、ショッパーズプラザ横須賀店、イオンモールナゴヤドーム前営業所
  - 8月31日 - 大阪・京橋店
  - 9月30日 - 所沢店
  - 12月 - 東鷲宮店、学芸大学駅東口店、おおとり店、摂津富田店、新茨木店、Tis茨木支店、徳山支店、Tis下関支店
- 2020年
  - 2月 - 東京・京橋営業所
  - 3月 - 横浜別所イトーヨーカドー営業所・セブンパーク アリオ柏営業所・イオンモール松本営業所、イオン三木青山支店、ミレニアシティ岩出支店、ゆめタウンはません営業所
  - 4月30日 - 上田支店
  - 8月19日 - イオンタウン黒崎支店（8月20日、イオン若松支店に引継。）
  - 12月 - 湘南モールFILL、星ヶ丘テラス、新瀬戸バロー、茨木支店、Tis茨木、西宮、大宮支店[28]
- 2021年
  - 1月29日 - 徳島支店、中洲川端支店カウンター、大分支店、宮崎支店（いずれも団体旅行部門のみ残地）、イオンマリンピア店、古川橋駅前支店
  - 2月5日 - 熊本支店、鹿児島支店（両店共団体旅行のみ残地）、名古屋東支店
  - 3月 - 長崎支店（団体旅行のみ残地）、イオンモール船橋、イオンモール小山、ベルモール宇都宮、自治医大内支店、イオンモール高崎、イオンモール水戸内原、イオン新潟西店、洛南支店、Tis梅田、なんばスカイオ、江坂支店、神戸交通センター、Tis明石、イオンモール神戸北、西神中央、コロワ甲子園、広島本通支店（TIS広島支店に統合）、和歌山オークワ、ガーデンパーク和歌山、TiS鳥取
  - 4月　- ららぽーと立川立飛、ララガーデン川口
  - 5月 - ゆめタウン武雄支店、ゆめタウン博多支店、アリオ西新井支店、イオンモール東久留米、ダイエー西台店、イトーヨーカドー南大沢、イトーヨーカドー武蔵小金井、田無アスタ、港北阪急モザイクモール、イトーヨーカドーたまプラーザ、武蔵小杉、新百合ヶ丘OPA、三ツ境、京急上大岡、京急横須賀中央、湘南台、イオンフードスタイル港南台店、ららぽーと湘南平塚、柏スカイプラザ、モリシア津田沼、いちかわコルトンプラザ（センターモール店に統合）、イオンモール大和郡山、金沢大桑バロー、イオン野々市南店、イオンタウン豊中緑丘、吹田支店、イオンモール大日、金剛、光明池、ららぽーと和泉、池田駅前支店、須磨パティオ宝塚中山、川西アステ、イオン小野店
  - 6月 - TisJR西日本本社内支店
  - 7月 - 名古屋栄支店（臨時店頭窓口を経て完全閉店）
  - 8月 - アトレ亀戸、阪急大井町ガーデン[29]
  - 11月 - MOMOテラス[30]、TiS神戸
  - 12月 - 新松戸支店[31]、新宿支店、コースカベイサイド横須賀支店、ゆめタウン浜田支店、イオンモール福岡伊都支店、イオンモール佐野新都市
- 2022年
  - 1月 - マリナタウン、イオン延岡、天王寺支店
  - 2月 - ゆめタウン筑紫野[32]
  - 3月 - 川崎アゼリア、金沢文庫支店[33]
  - 12月　- 東日本法人支店

## その他
- 山口百恵がいい日旅立ちをリリースする際に、日本旅行と日立製作所がスポンサーとなった。この結果、タイトルに両社の名前が隠されている。
- 同社社員の平田進也が『合コン!合宿!解放区!』に出演した際、ハイテンションなキャラで有名になり、それがきっかけでブレイクした。『おはよう朝日です』にも出演し、宮根誠司との絡みがあった。
- 2007年夏の旅行商戦においては、タカラトミーとのコラボレーション企画として同社商品「ダッキー」をキャラクターに起用。首都圏・信越地区を中心に夏季プロモーション展開を実施。
- 2008年8月1日より、店頭にてトラベレックスジャパンのキャッシュパスポートの発売を開始した（一部店舗は同年7月25日より先行発売）。当社オリジナルデザインのカードを用意する。

## 不祥事
- 2007年3月 - 旅行券発行報告書に虚偽記載して発行保証金を供託しなかったため、関東財務局から業務改善命令と3月7日から4月5日まで旅行券発行停止処分を受ける[34]。
- 2007年12月 - JR西日本に対し、特急列車などの指定券販売実績を水増しし、販売手数料4,300万円を不正請求していたことが発覚する[35]。
- 2008年3月 - 子会社の日本旅行沖縄の男性管理職が旅行契約代金1億円超を着服していた[36]。
- 2009年3月11日 - 岡山市の市立中学校の修学旅行受注において違法なカルテルを結んだとして、同社岡山支店が、JTB中国四国、近畿日本ツーリスト、トップツアー、東武トラベル各社の岡山支店とともに公正取引委員会の立ち入り調査を受ける[37]。
- 2013年4月 - 下請会社18社に対し支払うべき代金計約3,000万円を不当に減額していたとして、公正取引委員会から下請法違反で勧告を受ける[38]。
- 幹部社員2人が、静岡駅の新幹線改札口で、出場することで特急券が無効となるのを防ぐために入場券を不正使用したとして、静岡中央警察署に逮捕された[39]が不起訴処分となった[40]。
- 2019年6月28日 - 新卒採用に関する内々定の通知を受験すらしていない学生含む約4万人に誤って送付してしまった事が発覚。誤送信直後から内々定通知に関する話題がSNS上で一時的に飛び交う事態になったが、本来の内々定者には事前に電話で通知していた事もあり、収束している。日本旅行の採用担当者は「個人情報の流出」は無いとしている[41][42]。
- 日本旅行が主催する子どもだけの「泊まりがけキャンプ」に参加した当時8歳の男子児童が性被害を受けた。加害者の男は逮捕され、2023年に懲役4年の実刑判決が確定した[43]。日本旅行は2024年に報道について声明文を出して、謝罪した[44]。
- 2023年5月16日 - 新型コロナウイルス禍での政府の観光促進策「全国旅行支援」の「いいじゃん、あいち旅キャンペーン」事務局運営業務を巡り、人件費約530万円を不正に請求していたことを発表。2022年7月〜23年4月に実際は勤務実態のない要員のべ163人分の人件費を、委託元である株式会社JTBに対して過大に請求していた。[45][46]。

2024年5月30日、青森市が発注した新型コロナウイルス患者移送業務の入札で談合したとして、子会社の日本旅行東北がJCB、東武トップツアーズ､名鉄観光サービスと共に独占禁止法違反（不当な取引制限）で公正取引委員会から排除措置命令を受けた。